# Palazzo di el-Orouba
Il Palazzo di el-Orouba (in arabo قصر رئاسة الجمهورية, Kasr Riasat Al Gomhouria), anche Palazzo Al Orouba, Palazzo di Eliopoli o Palazzo della Federazione (in arabo قصر الاتحادية, Kasr Al Ittihadia), è uno dei tre palazzi presidenziali d'Egitto (gli altri due sono il Palazzo Montaza e il Palazzo Ra's al-Tin). Il palazzo è ubicato nel sobborgo di Heliopolis, a nord-est del centro del Cairo, a est del Nilo, in Egitto. Prima di essere utilizzato come palazzo ufficiale del Presidente egiziano era un albergo, l’Heliopolis Palace Hotel.

## Storia

### Albergo
L'Heliopolis Palace Hotel fu voluto dal Barone Édouard Louis Joseph Empain, costruito in aperto deserto dal 1908 al 1910, insieme al resto del sobborgo omonimo, dall'Heliopolis Oases Company. L'albergo fu inaugurato come il più lussuoso e grande hotel d'Africa il 1º dicembre 1910. Fu definito all'epoca palais des rêve (palazzo dei sogni).

#### Ospiti importanti
Vantato come il più lussuoso hotel d'Africa e del Medio Oriente, e dotato di grande architettura, l'Heliopolis Palace Hotler diventò presto una curiosa meta per molti, inclusi reale stranieri e magnati internazionali. In primis le feste reali tenute nelle splendide sale da ballo dell'albergo, specie quelle dette i"lettini bianchi" organizzate dal Re Farouk d'Egitto. 
Si ricordano fra gli ospiti più importanti il re Alberto I e la regina Elisabetta del Belgio.

### Ospedale militare
La Prima e la Seconda Guerra Mondiale interruppero le normali attività dell'albergo trasformandolo, in ambe le occasioni, in un ospedale militare, sotto il dominio inglese.

### Federazione delle Repubbliche Arabe
Negli anni '60 l'albergo chiuse e fu utilizzato dallo Stato come uffici di vari dipartimenti governativi. Nel gennaio del 1972 l'edificio divenne il quartier generale della Federazione delle Repubbliche Arabe che gli diedero il nome di Palazzo della Federazione.

### Palazzo Presidenziale d'Egitto
Negli anni '80, dopo un'importante rinnovamento e restauro dell'edificio, la costruzione divenne il Palazzo presidenziale egiziano nonché il quartier generale dell'amministrazione del nuovo presidente; Hosni Mubarak.

## Architettura
L'albergo è stato progettato dall'architetto belga Ernest Jaspar e realizzato dall'architetto francese Alexandre Marcel e dal decorista Georges-Louis Claude. Nell'edificio sperimentarono la fusione di diversi stili, architettura persiana, islamica e neo-classica. Il nuovo stile architettonico, detto Heliopolis, è responsabile di molti meravigliosi edifici originali ad Eliopolis.
L'edificio si erge su una facciata di 150 metri di lunghezza, 6 500 m2, con 400 camere e oltre 55 appartamenti privati, ascensori giganti, hammam, sale da biliardo, un parco. 
Il tutto per il colossale prezzo, nel 1910, di 2 milioni di dollari.